# Estación Coronel Segovia
Coronel Segovia es una estación ferroviaria ubicada en la localidad del mismo nombre, Departamento Gobernador Dupuy, Provincia de San Luis, República Argentina.

## Servicios
Pertenece al Ferrocarril General San Martín de la red ferroviaria argentina, en el ramal que une las estaciones de Rufino y Monte Comán.

## Historia
En el año 1900 fue inaugurada la Estación, por parte del Ferrocarril Buenos Aires al Pacífico.